# Klutschak Point
Klutschak Point är en udde i Sydgeorgien och Sydsandwichöarna (Storbritannien). Den ligger i den nordvästra delen av Sydgeorgien och Sydsandwichöarna.
Terrängen inåt land är kuperad. Havet är nära Klutschak Point åt sydväst.  Det finns inga samhällen i närheten. 